# Menjamel tacat
El menjamel tacat (Xanthotis polygrammus) és una espècie d'ocell de la família dels melifàgids (Meliphagidae) que habita boscos i sabanes de les illes de Waigeo, Salawati, Misool i Nova Guinea.

## Subespècies
Es reconeixen quatre subespècies:
- X. p. polygrammus v – a l'illa de Waigeo;
- X. p. poikilosternos v – a les illes Salawati, Misool i l'oest de Nova Guinea;
- X. p. septentrionalis v – al nord de Nova Guinea;
- X. p. lophotis v – a l'est, centre sud i sud-est de Nova Guinea.